# Coula edulis

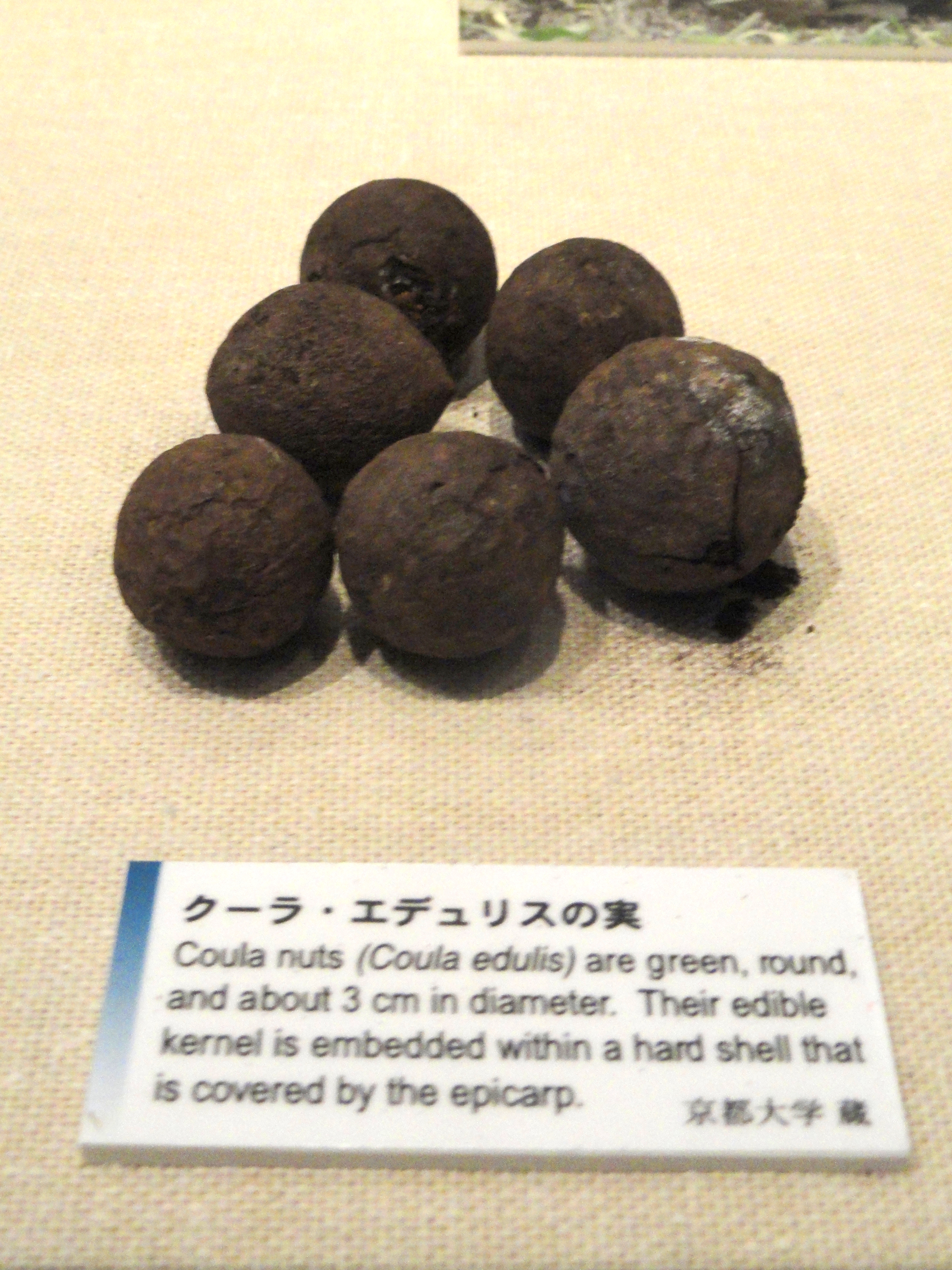
Steinkerne (Nüsse) von Coula edulis – Kyoto University Museum

Coula edulis ist eine große Baumart aus der Familie der Olacaceae, in der Unterfamilie der Anacalosoideae und ist die einzige Art der Gattung Coula. Sie wächst im tropischen Westafrika. Die rundlichen Samen sind auch bekannt als Afrikanische Walnüsse, wie die ähnlichen Samen von Plukenetia conophora. Sie sind nicht zu verwechseln mit der Kolanuss.

## Beschreibung
Coula edulis ist ein immergrüner Baum und wird bis über 25 Meter hoch, mit einer relativ dichten Krone. Der Stammdurchmesser erreicht bis 80 Zentimeter. Die Borke ist relative glatt, ist dünn und braun-gräulich sowie im Alter leicht rissig. Die jungen Zweige sind rötlich behaart.
Die einfachen, oberseits glänzenden, unterseits helleren Laubblätter sind wechselständig und werden bis zu 10–30 Zentimeter lang. Die gestielten Blätter sind eiförmig bis verkehrt-eiförmig oder elliptisch bis länglich, sie sind kahl und ledrig. Der Blattrand ist ganz, die Spitze ist spitz oder bespitzt bis zugespitzt, geschwänzt. Die Nervatur ist wechselnd gefiedert, Nebenblätter fehlen.
Es werden achselständige und traubig-ährige Blütenstände ausgebildet. Die grün-gelblichen, fast sitzenden, kleinen Blüten sind zwittrig und vier- bis fünfzählig mit doppelter Blütenhülle. Der kleine, ledrige Kelch ist becherförmig verwachsen, meist ganzrandig oder mit kleinen Spitzen und er wird auch als die verwachsenen Deckblätter gedeutet (Calyculus). Die eiförmigen, dicklichen, kurz weichhaarigen Kronblätter sind frei und spitz und bald abfallend, sie sind innen leicht gekielt. Es sind bis etwa 20, ungleich lange Staubblätter in drei Kreisen vorhanden. Der breite Fruchtknoten ist oberständig mit einem kurzen, konischen Griffel mit kleiner, kopfiger Narbe.
Es werden ellipsoide, grün-rötliche bis später dunkelviolette, glatte Steinfrüchte mit dünnem Perikarp gebildet, die einen großen und rundlichen, harten, dickschaligen, braunen und relativ glatten, leicht höckrigen Steinkern (Nuss) beinhalten. Die Früchte sind etwa 3–4 Zentimeter groß, die walnussartigen Kerne sind etwa 1 Zentimeter kleiner, sie enthalten ein großes Endosperm und einen sehr kleinen Embryo.

## Systematik
Die Erstbeschreibung der Gattung Coula und der Art Coula edulis erfolgte 1862 durch Henri Ernest Baillon in Adansonia 3: 61–64. Synonyme sind Coula cabrae De Wild. & T.Durand und Coula utilis S.Moore.

## Verwendung
Die Kerne (Nüsse) sind roh oder gekocht essbar, das harte Holz kann für verschiedene Zwecke verwendet werden.